# Betzdorf, Altenkirchen
Betzdorf là một đô thị trong bang Rheinland-Pfalz, phía tây nước Đức. Đô thị Betzdorf, Altenkirchen có diện tích 9,57 km², dân số thời điểm ngày 31 tháng 12 năm 2006 là 10.358 người. Đô thị này thuộc huyện Altenkirchen. Betzdorf nằm bên sông Sieg, cự ly khoảng 15 km về phía tây nam của Siegen. Betzdorf là thủ phủ của Verbandsgemeinde Betzdorf.